# Benedict Arnold
Benedict Arnold (Norwich, 14. siječnja 1741. – 14. lipnja 1801.) bio je general američke vojske tijekom Američkog rata za neovisnost.
Najpoznatiji je po zavjeri za predaju američke utvrde West Point Britancima tijekom Američkog rata za neovisnost. Istaknuo se kao heroj na počecima rata. Njegova lukavost i hrabrost kod Utvrde Ticonderoga 1775., pohod na Kanadu, napad na Montreal i opsada Quebeca, bitka kod otoka Valcour na Jezeru Champlain 1776., Bitka kod Danburyja i Ridgefielda nakon čega je promaknut u general-bojnika i na kraju u bitci kod Saratoge 1777. Unatoč tome, Benedict Arnold se odlučno protivio odluci kongresa da napravi savezništvo s Francuskom.
Nezadovoljan ponajprije uvredama Kongresa (bez obzira na duljinu njegova radnog staža i njegova postignuća, Kongres ga nije promaknuo, nego je promaknuo brigadne generale koje su imali veze u kongresu). Patio je od velikih dugovanja jer je praktički sve vojne operacije na početku rata financirao on. Bio je i pritisnut kod kuće od svoje druge žene Peggy Shipen britanske lojalistice i Arnold je odlučio prebjeći na britansku stranu.
U rujnu 1780., napravio je svoje vlastite sheme koja bi, ako se uspije provesti, dala Britancima područje oko rijeke Hudson i prepolovila Ameriku na dva dijela. Plan je bio ometan, ali je Arnold uspio pobjeći u New York gdje su se nalazile britanske trupe. Za svoju izdaju bio je nagrađen s činom general-brigadira i sa smanjenom nagradom od 6000 funta.

## Životopis

### Mladi dani
Benedict Arnold rodio se kao treće dijete u njegovoj obitelji u Norwichu, Connecticut 1741. Dobio je ime po svom pradjedu, jednom od prvih guvernera Rhode Islanda, koji je bio jako cijenjen u obitelji. Jedino su on i njegova sestra Hannah doživjeli odraslu dob, dok je ostale ubila žuta groznica (izuzev jednog brata koji je umro nepoznatim razlogom).
Arnoldova obitelj financijski je dobro stajala sve dok Arnoldov otac nije napravio nekoliko poslovnih dogovora koji ih su uvukli u dugove. Kada se to dogodilo, njegov otac se okrenuo alkoholu kao rješenju. Zbog velikih dugova, Arnold se s 14 godina morao ispisati iz škole jer roditelji više nisu mogli podmiriti dugove.
Očev alkoholizam i loše zdravlje okrenuli su ga od nauma da sina uči obiteljske trgovačke zanate, ali se njegova majka pobrinula da Arnold ima osiguran smještaj kod njihova dva rođaka. Započeo je ljekarstvo i trgovačku školu u Norwichu.

#### Francuski i Indijanski Rat
S 15 godina Arnold se upisao u miliciju Connecticuta. Išao je u pohode u Albany i u Lake George kako bi zaustavio francuski napad u bitci kod Utvrde William Henry. Međutim, Britanci su pretrpili ponižavajuć poraz u toj bitci od francuske vojske vođene zapovjednikom Louisom Josephom Marquisom de Montcalmom.
Nakon bitke Francuzi su pregovarali s Britancima o časnoj predaji. Kad su se Britanci predali odvedeni su u Utvrdu Edward gdje su bili zarobljeni. Kad su Indijanci, koji su bili na strani Francuza, vidjeli neprijatelje u svojoj utvrdi sve su ih pobili. Francuzi nisu mogli učiniti ništa.

#### Smrt roditelja
Arnoldova majka s kojom je bio jako blizak umrla je 1759. Nakon toga, djeca su morala preuzeti brigu o bolesnom ocu i mlađoj sestri. Očev alkoholizam porastao je nakon ženine smrti; čak je bio i uhićen nekoliko puta zbog pijanstva u javnosti i jer je odbacio Crkvu. S očevom smrti, 1761. dvadesetogodišnji Benedict vratio je obiteljsko ime na uzvišen status i opet je imao prilike uživati.

### Prije ratna karijera
U 1762., uz pomoć dalje obitelji, Arnold osniva svoj vlastiti posao kao ljekarnik i kao prodavač knjiga u New Havenu u Connecticutu.
Arnold je bio vrlo ambiciozan i agresivan pa mu je posao brzo cvjetao. 1763. otkupio je obiteljsko gospodarstvo koje je otac založio kad su bili u velikim dugovima.
Godinu dana kasnije opet ga je prodao i dobio veliku dobit. Nakon toga, 1764. Arnold stvara prijateljstvo s Adamom Babcockom, još jednim mladim i nadobudim trgovcem. Služeći se profitom od prodaje gospodarstva, Arnold kupuje tri trgovačka broda i pravi unosan biznis u West Indiesima. Tijekom njegove odsutnosti, njegova sestra Hannah uspješno održava posao u ljekarni. Benedict je često putovao upravo zbog posla od New Englanda preko Quebeca do West Indiesa gdje je i zapovijedao jednim od svojih trgovačkih brodova.
31. siječnja 1767. Arnold počinje s demonstracijama zbog donošenja nekih odluka britanskog parlamenta i njihove kolonijalističke politike. Kada su to čuli, Britanci su doslovce poludjeli. On i njegova posada bili su optuženi za piratstvo i dobili novčanu kaznu od 50 šilinga za uznemiravanje javnog reda i mira.
Okrutni britanski porezi doveli su do uništenja mnogih trgovaca u Novoj Engleskoj (Naziv za Ameriku prije Američkog rata za neovisnost), i sam Arnold došao je do ruba uništenja; zapao je u dugove od čak 15 000 funta što je tada bila astronomska cijena.
Arnold se također borio u mnogim dvobojima. U Hondurasu, britanski kapetan Arnolda je nazvao: "Prokleti Yankee koji je lišen dobrih odlika svakog gentlemena" i ovaj ga je odmah izazvao na dvoboj. Arnold je pobijedio u dvoboju i ranio kapetana i koji mu se bio prisiljen ispričati.
22. veljače 1767., oženio se s Margaret, kćeri Samuela Mansfielda. Imao je tri sina: Bendicta, Richarda i Henrija. Margaret je umrla 19. srpnja 1775. god.

### Ratna karijera
U ožujku 1775. grupa od 65 dobrovoljaca iz New Havena oformila je neku vrstu paravojske nazvana Governor’s Second Company of Connecticut Guards (Guvernerova druga satnija Connetikanskih čuvara). Arnold je bio odabran za njihovog satnika te je organizirao treninge i vježbe za rat. 21. travnja 1775. kada su vijesti o oružanom sukobu kod Lexingtona i concorda došli do New Havena, nekoliko studenata s Yalea pridružilo se pokretu Benedicta Arnolda i zajedno su krenuli prema Massachusettsu kako bi se pridružili revoluciji.
Na putu za Massachusetts Arnold je sreo pukovnika Samuela Hordena Parsonsa, zakonodavca Connecticuta. Njih su se dvoje složili da bi izravan napad na Ticonderogu bila kardinatna greška koja bi Amerikancima izazivale mnoge žrtve, zato su poslali ekspediciju vojnika koji bi osvojili Ticorandogu bez sukoba s njihovim topovima.
Parson je zatim otišao u Hatford gdje je donirao novac Amerikanskoj vojsci pod vodstvom Kapetana Edwarda Motta.  Mott se spojio s Ethanom Allenom i Allenovim postrobajma zvanim Green Mountains Boys (Zeleni Planinski Dečki) u Vermontu.
Za to vrijeme, Arnold je otišao u Massachusetts gdje se uvjerio u postojanje Massachusetts komiteta za sigurnost u kojem se skupljao novac za Američku vojsku. Imenovali su ga pukovnikom i zajedno s još nekim satnicima koji su ga poslali u Massachusetts gdje bi se pridružio vojsci.
Kako su se njegovi satnici pridružili vojsci Arnold je otišao na sjever gdje se sastao s Allenom i preuzeo mjesto zapovjednika operacije.

#### Bitka kod Ticonderoge
U početku svibnja američka vojska bila je sklopljena. 24. srpnja 1775. Ticorandoga je napadnuta i zauzeta bez bitke, Amerikanci su bili šokirani malobrojnošću Britanaca. Ekspedicije u Fort George i Crown point su također bili uspješne kao i prepad kod utvrde St. Johns u Quebecu ali ipak su se iz St. Johnsa Amerikanci morali povući zbog dolaska britanskih trupa iz Montreala.
Tijekom cijele kampanje, Arnold i Allen su se svađali. Na Kraju je Allen povukao svoje trupe i ostavio Arnolda da sam vlada trima utvrdama. No ta njegova vlast nije dugo trajala. Ubrzo nakon što je Allen otišao, došlo je novo pojačanje pod pukovnikom Benjaminom Himanom od 1000 ljudi. Po nalogu Kongresa, Himan je zamijenio Arnolda na vodstvu utvrda. Taj potez Kongresa naljutio je Arnolda, koji je toliko truda uložio u revoluciju. Arnold je dao ostavku na mjesto pukovnika i vratio se u Massachusetts.

#### Quebec
Ubrzo nakon sklapanja Regularne Američke vojske u srpnju 1775., general bojnik Philip, zapovjednik Odsjeka sjever, napravio je plan kako okupirati Kanadu preko utvrde St. Johnsa do Jezera Champlain. Cilj je bio oduzeti Lojalistima važnu bazu odakle su mogli napadati gornji dio New Yorka. General Richard Montgomery zapovijedao je vojskom.
Arnold je predložio da druga vojska uz sporazum sa Schuyerom napada putujući uzvodno rijekom Kennebec u Maineu i nizvodno rijekom Chaudiere sve do Quebeca. Arnold je vjerovao da, ako bi Amerkanci osvojili Montreal i Quebec, većina bi se francuskih kolonijalista pridružila Amerikancima u borbi protiv Britanaca. General George Washington i Kongres dopustili su tu izmjenu plana i promaknuli Arnolda u pukovnika Američke voske te su mu dali da vodi napad na Quebec.
Upravo prije Arnoldova napuštanja Mainea, saznao je za ženinu smrt. Zaustavio se u New Havenu kako bi pogledao zdravlje svoje djece, na njegov zahtjev Arnoldova im je sestra Hannah postala zamjenska majka.
Vojska od 1 100 ljudi ukrcala se na brod s kojim su krenuli iz Newburyporta u Massachusettsu 19. rujna 1775, a stigli su u Maine 22. rujna 1775. Tamo su napravili primarne dogovore s bojnikom Reubenom Culburnom da sagrade 2000 brodova koji bi prevozili trupe uzvodno rijekama Kennebec i Dead i nizvodno rijekom Chaudiere, što je bilo sukladno Arnoldovom planovima.
Britanci su bili uplašeni Arnoldovog pristupa te su uništili najbolje brodove i ostali pribor na južnoj obali. Dva ratna broda, fregata Lizard i šalupa Hunter, konstantno su čuvali stražu da nitko od Amerikanaca ne bi prešao rijeku i došao u Quebec. Ipak, Arnold je bio u mogućnosti nabaviti dovoljno jako brodovlje kako bi došao u Quebec, što je i napravio 11. studenog 1775. Nakon prelaska je shvatio da njegova vojska nije dovoljno jaka da zauzme grad i poslao obavijest Montgomeriju tražeći pomoć.
Tijekom ovih događanja u Quebecu general Richard Montgomery išao je u pohod prema Montrealu s otprilike 1700 vojnika. Zauzeo je Montreal 13. studenog. Montgomery se početkom siječnja pridružio Arnoldu i s kombiniranom vojskom od 1325 vojnika napao Quebec. Amerikanci su u Quebecu pretrpili strašan poraz od britanske vojske vođene Generalom Guyem Charletonom. Montgomery je ubijen vodeći napad, a Arnold je teže ranjen. Mnogi drugi su umrli, bili ranjeni ili pak zarobljeni.
Ostaci Američke vojske, sada smanjeni na 350 dobrovoljaca vođenih pukovnikom Arnoldom, još su uvijek neuspješno borili s Britancima. Konačno je u proljeće 1776. Arnold dobio pojačanje koje je predvodio general brigadir David Wooster. Nakon dolaska pojačanja, Arnold se vratio u Montreal s ostacima svoje vojske.

#### Promaknuće
Arnold je zaradio promaknuće u generala brigadira nakon bitke kod Quebeca 1776. Kongres mu je dao zadatak da čuva sjevernu granicu od britanskih prodora.
Otprilike u to doba, početkom ljeta, Arnold je upoznao Betsy Deblois, kćer dobro znanog Lojalista u Bostonu. U to doba bila je opisivana kao najljepša žena Bostona. Arnold se udvarao Betsy i pokušavao ju i zaprositi, no bilo kako bilo ona ga je odbila nakon zaruka.

#### Istok
Pred kraj 1776. Arnold je dobio zapovijed o priopčenju od general bojnika Joshepa Spencera novopostavljenog zapovjednika za odsjek istok. 8. prosinca 1776. poveća je britanska vojska ušla u Newport na Rhode Islandu. Arnold je proveo samo tjedan dana sa svojom obitelji u New Havenu koju nije vidio gotovo godinu dana. Nakon toga stigao je u Providance u Rhode Islandu i 12. siječnja 1777 dobio je zadatak braniti Rhode Island kao izaslanik odsjeka Istok. Arnold je na Rhode Islandu imao vojsku od 2000 ljudi, međutim kad je vidio 15 000 Britanaca kako dolaze povukao se nazad.
26. travnja 1777. Arnold je bio na putu za Philadelphiju i putem stao u New Haven kako bi još jedanput vidio svoju obitelj. Doušnik ga je upozorio da se Britanska vojska vođena generalom Wiliamom Tryonom od 2000 ljudi iskrcala u Norwalku u Connecticutu. Tryon je svoju vojsku doveo do Fairfielda na Long Islandu i ušao u Danbury. Glavne su zalihe Američkoj vojsci uništene.
Arnold je usput pokupio još 100 dobrovoljaca koje je spojio s general bojnikom Goldom S. Sillimanom i general bojnikom Davidom Woosterom. Zajedno su činili 5000 dobrovoljaca iz istočnog Connecticuta.
Arnold i njegovi časnici pomakli su svoju malu vojsku blizu Dareburija kako bi zasmetali britanskom povlačenju. Nakon dva dana, Arnold je pokušao zasmetati britanskom povlačenju gdje je junački stao ispred njih. U ovom pokušaju da zaustave Britance, Woodster je poginuo, a Arnold je ranjen tako što je konj kojeg su Britanci pogodili pao na njegovu nogu.

#### Philadelphija
Nakon prepada kod Dareburija, Arnold je nastavio svoj put za Philadelphiju. U Philadelphiju je stigao 16. svibnja 1777. Tamo se susreo s mnogim kongresnicima pa tako i s generalom Schuyerom koji je tada bio u Philadelphiji ali je ubrzo otišao u svoje sjedište u Albany.
To je ostavilo Arnolda kao najvišeg časnika u cijeloj regiji pa je on preuzeo zapovijedništvo. No Kongres je odlučno odbijao promaknuti Arnolda; prvo su ga izostavili s popisa, a drugi je put general bojnik Thomas Mifflin promaknut umjesto njega. To je prouzročilo daljnje nesuslasice. 11. srpnja 1777. Arnold je dao ostavku na mjesto General brigadira.
Ubrzo nakon toga, Washington je dao ponudu Arnoldu da ode na sjever jer je utvrda Ticonderoga pala u britanske ruke. Taj postupak Washingtona je dokazao da on ima povjerenja u Benedicta Arnolda.

### Saratoga
U ljeto 1777. dogodila se prekretnica u Američkom ratu za neovisnost.
Saratoga je mjesto blizu Albanija u New Yorku gdje su vođene jedne od odlučujućih bitaka u Američkom ratu za neovisnost. Te bitke završile su američkom pobjedom i zarobljavanjem velike britanske vojske vođene Generalom Burgoynom koji se predao 17. listopada 1777. Benedict Arnold odigrao je važnu ulogu u bitkama kod Saratoge.
Bitka nazvana Battle of Bemis Heights bila je završna bitka u Saratogi. Brojčano nadjačana, bez zaliha, i u nemogućnosti da se povuče (što je većinom Arnoldova zasluga) britanska vojska morala se predati 17. listopada 1777.
Povjesničari se slažu da je uvelikom Arnold zaslužan za pobjedu u bitci kod Saratoge zbog njegove hrabrosti, maštovitosti i vojne genijalnosti. Gotovo je sam onemogućio Englezima bijeg u odlučujućoj bitci, ali zbog lošeg odnosa između njega i generala Horatia Gatesa, Arnold nije dobio ništa kao nagradu za to. Gates je namjerno njega izostavio u planu za posljednju bitku, umjesto toga, dao mu je i kaznu zbog nepoštivanja zapovijedi. Arnold nije tajio svoje nezadovoljstvo Gatesovim planom kojeg je okarakterizirao kao previše obzirnim i uobičajenim.

### Zapovijedništvo u Philadelphiji
Sredinom listopada 1777. Arnold je ležao u bolnici u Albaniju zbog rana na nozi koje je dobio u bitci kad Saratoge. Noga mu je bila uništena, ali nije dao da mu je liječnici operiraju. Nakon liječenja ozljeda, lijeva mu je noga ostala 5 cm kraća nego desna. Proveo je zimu 1777. – 1778. u Valley Forgeu liječeći se od ozljeda.
Nakon britanskog odlaska iz Philadelphije, George Washington je postavio Arnolda kao zapovjednika grada.
U lipnju je Arnold doznao za sklapanje savezništva s Francuzima i tome se odlučno protivio ponukan iskustvima iz Francuskog i Indijanskog rata. Ironično je to što je baš Arnold zaslužan za pobjedu Amerikanaca kod Saratoge nakon koje su se Francuzi ohrabrili da uđu u rat.
Zatim, Kongres je u Arnoldu izazvao bijes i ogorčenost svojim postupcima prema njemu. Nisu ga promaknuli unatoč njegovim zaslugama i ratnom iskustvu, nego su promaknuli generale koji su imali veze u Kongresu.
Upustio se u društveni život grada, organizirao je mnoge zabave i pao u velike dugove. Njegova ljutnja prema Kongresu bacila ga je u još veće dugove iz kojih se nije mogao izvući. "Kada sam postao sluga svojoj zemlji, nisam očekivao tako nezahvalne postupke nekih ljudi"  njegov je poznat citat koji je žaleći uputio Washingtonu.
26. ožujka 1779. Arnold se sreo Peggy Shippen, kćer suca Edwarda Shipena. Ona i Arnold vjenčali su se već 8. travnja 1779. g.
Tijekom britanske opsade Philadelphije, Peggy je bila zaljubljena u britanskog bojnika Johna Andrea.

### West Point
U 1780. Arnold je zatražio i dobio mjesto zapovjednika West Pointa. Već je počeo dogovore s Britanijom preko bojnika Johna Andrea, istaknutog lojalista. Arnold se dogovorio da će West Point dati Britancima u zamjenu za 20 000 funta i čin brigadira. Njegovi planovi poremetili su se kad je bojnik John Andre uhvaćen na putu do Arnolda. Andre je nosio dokumente koji su inkriminirali Arnolda i Arnold je, vidjevši da se Amerikanci ne šale, pobjegao Britancima. Bojnik John Andre je osuđen na smrt i obješen.

### Borba za Britaniju
Britanci nikad zaista nisu vjerovali Arnoldu iako je vidio neke radnje koje su se događale na američkoj "pozornici". U prosincu 1780. pod zapovijedništvom Clintona vodio je 1600 vojnika u Virginiju da zauzme Richmond.
Arnold je pitao jednog zarobljenog američkog vojnika što bi mu Amerkanci napravili kada bi ga uhvatili. Vojnik mu je odgovorio da bi mu odsjekli obje noge i pokopali ih s njegovim vojnim zaslugama, a ostatak objesili. To dokazuje činjenicu da su Amerikanci bili više nego ljuti i bjesni na Arnolda.
Na jugu, Lord Cornwallis krenuo je prema Yorktownu. Kada ga je dosegnuo, u svibnju 1781., poslao je Arnolda prema Novom Londonu u Connecticut kako bi privukao Washingtonovu pozornost. Dok je Arnold bio u Connecticutu, osvojili su utvrdu Griswold 8. rujna. U prosincu Arnold je bio pozvan u Englesku s mnoštvom drugih zapovjednika koje je kralj maknuo iz Američkog rata za neovisnost. Tu je za Arnolda završila karijera u Američkom ratu za neovisnost.

## U popularnoj kulturi
U epizodi The Spirits of 76 animirane serije The Scooby Doo Show utjelovljuje se duh Benedicta Arnolda.

## Vanjske poveznice
- Na engleskom
- Biography at the Dictionary of Canadian Biography Online
- Some details from ushistory.org
- Appleton's Biographical profile of Arnold written in the 1880s and edited by Stanley L. Klos 1999
- Another biography - with more ancestry details
- Biographical sketch by a contemporary, reflecting American sentiment towards Arnold
- Benedict Arnold's Portraits  Arhivirana inačica izvorne stranice od 2. rujna 2010. (Wayback Machine)
- usahistory site - includes details on Arnold's escape
- Resort located on Arnold's trail to Quebec City  Arhivirana inačica izvorne stranice od 17. svibnja 2007. (Wayback Machine)
- The original proclamation accusing Benedict Arnold of High Treason  Arhivirana inačica izvorne stranice od 9. listopada 2007. (Wayback Machine)